# Juan de Fuca
Juan de Fuca, nascut Ioannis Fokas (en grec Ιωάννης Φωκάς) i anomenat tot sovint «Apóstolos Valerianos» (Valerianos, Cefalònia, Grècia, 1536 - Cefalònia, 1602), va ser un capità grec que va explorar les costes al nord de Mèxic i va buscar el Pas del Nord-oest entre l'oceà Pacífic i l'oceà Atlàntic a les ordres d'Espanya.
El 1592 el seu viatge d'exploració el va portar a l'Estret de Juan de Fuca, el qual des de 1788 porta el seu nom. La Placa de Juan de Fuca, que també porta el seu nom, és una placa tectònica que subdueix sota la part nord de l'oest de la placa d'Amèrica del Nord al llarg de les costes estatunidenques d'Oregon i Washington.